# Les X
Pour les articles homonymes, voir X-Men (homonymie).
Les X (anciennement les X-Men) est un groupe de hip-hop français, originaire du quartier de Ménilmontant, dans le XXe arrondissement de Paris. Il est composé des membres Hill G (Ill) et Cassidy, ainsi que de Hifi à ses débuts.
Ils sont principalement connus pour leur titre Retour aux pyramides, et pour avoir fait partie du collectif Time Bomb, dans les années 1990, aux côtés des Oxmo Puccino, Pit Baccardi, leurs proches Jedi et Lunatic, Diable Rouge, Ziko et Hifi.

## Biographie

### Débuts et premier album (1996–2004)
Leur premier morceau officiel, J'attaque du mike, est publié sur la compilation Time Bomb (1996), puis en maxi. La face A reprend le morceau original, l'instrumental, ainsi qu'une version remix. En face B, on retrouve un titre de Diable Rouge, L'homme que l'on nomme Diable Rouge mais aussi le morceau posse cut (collectif) Time Bomb explose qui sert de véritable carte de visite pour le crew. Quelques mois après, les X-Men sont sur la compilation Hostile Hip Hop (fin 1996) avec Pendez-les, bandez-les, descendez-les. On retrouve toujours à leur côtés Hifi qui quittera le groupe peu de temps après. L'épopée Time Bomb est à son apogée. Les membres du crew sont souvent invités à l'émission de Marc sur la radio Générations, Original Bombattak, qui voit se succéder des MCs pour des sessions de freestyle. Toujours en 1996, Oxmo Puccino propose aux membres de Time Bomb de poser sur une instrumentale du producteur et pianiste Vinh : « Un jour, il a sorti ce truc génial. Une boucle de piano avec des cuivres. Tout de suite, je me suis mis à écrire dessus. Et puis je me suis dit qu’il fallait que je propose aux autres de m’accompagner là-dessus pour une sorte de freestyle. Je leur ai fait écouter et ils sont tombés sous le charme. Même si on n’avait pas de téléphone portable, on s’est débrouillés pour tous se retrouver chez Vinh, près de la Gare du Nord. C’était une chambre de quinze mètres carrés et nous étions tous là. » Ils enregistrent alors Les bidons veulent le guidon, morceau collectif sans ambition qui finira parmi les plus grands classiques du rap français.
Les X-Men participent à la bande originale de Ma 6-T va crack-er avec ce qui deviendra l'un de leurs titres les plus connus, Retour aux pyramides. Il est enregistré en quelques heures avec les producteurs White&Spirit : « en sortant du studio, on n’était pas super satisfaits du morceau. On se disait "Ouais, il est pas mal, mais ça reste un morceau parmi d’autres". » Aujourd'hui, il est considéré par beaucoup comme l'un des plus grands classiques du rap français,,. Leur apparition suivante se fait sur l'album de Khéops, Sad Hill (fin 1997) avec C'est justifiable. Peu de temps après, le groupe quitte Time Bomb à la suite d'un différend et s'éclipse durant de longs mois. Ils enregistrent durant ce laps de temps quelques titres avec le producteur Geraldo, dont Quand tu cries à la faillite, qui ne débouchent sur aucune sortie.
Fraîchement signés sur Universal (une première pour un groupe de rap français), les X-Men se rebaptisent Les X a.k.a. X-Men pour éviter d'éventuels problèmes juridiques. Ils enregistrent leur premier album, Jeunes, coupables et libres en trois semaines sous la houlette du producteur Geraldo. À sa sortie, l'album est peu soutenu par la maison de disques malgré la diffusion du single One-one-one (rien pour l'héroïne) sur les radios spécialisées. Les critiques se montrent mitigées. Avec 60 000 à 80 000 exemplaires vendus, c'est un échec commercial à l'époque. Les conditions d'enregistrement, les choix imposés au groupe par les directeurs artistiques et l'ambiance en studio ont été assez mal vécues par les deux rappeurs qui quitteront la maison de disque immédiatement après. Mal distribué, l'album deviendra rapidement introuvable et il faudra attendre décembre 2009 pour le voir réédité sur un label indépendant. L'année suivante, les X participent au projet Section Est né de l'impulsion de Rost du groupe CMP, qui rassemble de nombreux rappeurs de l'est parisien (ATK, CMP, les Repentis, les Refrés, TTC).
En 2000, c'est sur le label Naïve qu'on les retrouve, en compagnie des Ghetto Diplomats (groupe composé de Kamal et Kassim du groupe Jedi, également ex-Time Bomb, ainsi que les rappeurs Celsius et Watchos) qui avaient déjà collaboré avec eux sur Jeunes, coupables et libres sous le nom de Corporation Bordelik. Cette collaboration prend la forme d'un album commun nommé Big Bang volume 1.

### 45 Scientificet Menace Records (2001–2005)
En 2001, Ill signe sur 45 Scientific, label monté par des anciens de Time Bomb. Cassidy ne le suit pas ; « Y’a eu une sorte de rupture avec Ill à ce moment-là, parce que moi, je n’ai jamais signé chez 45. À l’époque ils avaient Lunatic et quelques autres groupes, mais moi j’étais en retrait. J’étais avec 45 sans être signé chez eux », explique-t-il. Cela n'empêche pas les deux rappeurs d'enregistrer un titre des X-Men pour la compilation 45 Scientific, nommé Professionnels. Le groupe participe, la même année, à la bande originale du film Old School pour le titre Sur les boulevards.
Les relations entre Ill et son nouveau label se détériorent rapidement. Un album solo est enregistré, toujours sous la houlette de Geraldo, mais ne sortira jamais et demeure inédit à ce jour. Les X-Men signent ensuite, ensemble cette fois-ci, sur Menace Records. Cette collaboration se terminera cependant prématurément sans qu'aucun album n'en débouche. En 2007, le label sort une compilation semi-officielle, XStory, qui regroupe pêle-mêle des titres du 1er album du groupe ainsi que de leur disque commun avec les Ghetto Diplomats, des extraits de la mixtape solo de Cassidy Metronome Concept, quelques vieilles démos et des freestyles,.

### Carrières solo et pause (2006–2010)
En 2006, Ill publie un double album, titré Ainsi soit Ill, composé en grande partie de ses apparitions les plus célèbres, de quelques inédits et de ses freestyles. Cassidy sort pour sa part son street album Menilcity début 2008 où il mélange des inédits et des rares apparitions de ces dernières années. Un second volet de Menilcity conçu de la même manière sort en 2010. Les deux rappeurs vont ensuite enchaîner les collaborations avec d'autres artistes, mais toujours en solo. En 2008, Cercle Rouge, déjà à l'origine de la BO de Ma 6-T va crack-er, contacte les X-Men pour enregistrer le titre Retiens mon nom qui figurera sur la bande originale de L'Ennemi public nº 1. Ce titre est le dernier enregistré par le groupe pour une longue période.

### Modus Operandi(depuis 2011)
En 2011, des rumeurs courent, affirmant que le groupe travaillerait sur un nouveau projet. Le 26 septembre 2012, le site Abcdr du Son publie une interview-fleuve de Ill, dans laquelle il déclare : « On enregistre des morceaux mais c'est tout nouveau. Ça se passe. Les morceaux sont bien, ce n'est pas le problème, mais on ne sait pas encore quel format ça aura. Il y aura peut-être des morceaux à deux, des solos... Ça nous permet de ne pas faire un projet pour dans cent ans... Parce que si on doit faire l'album comme c'est parti, je ne sais pas quand on va le finir... On est dans des essais. Plus on avancera, plus on commencera à voir la couleur. »
Le 8 février 2013, Cassidy annonce sur des réseaux sociaux que les X « préparent le big-bang. » En octobre 2015, ils publient leur EP intitulé Modus Operandi au label Addictive Music. Il mélange des titres réalisés par des producteurs hip-hop « conventionnels » et d'autres enregistrés avec un live band. On y retrouve notamment un morceau avec Nekfeu. Pour promouvoir l'album, les deux rappeurs se prêtent au jeu des Exercices 2 Style du collectif Hors Portée. Ils y font un freestyle et interprètent un morceau de l'album, Class X, le tout accompagné d'un live band. Un best-of du groupe est annoncé par le label pour novembre 2015, puis est reporté pour mars/avril 2016.
Le 22 mai 2022 sort X MEN Origines, un EP de 6 titres inédits enregistrés en 1997 à l'époque Time Bomb. Produit par DJ Mars et DJ Sek, cofondateurs du collectif, il n'avait pas pu voir le jour à l'époque. On y retrouve notamment une première version de Presque plus de larmes, morceau présent sur leur premier album, et certains des couplets sur le projet avaient déjà pu être entendus dans divers freestyles. Les morceaux On reste humble et Ghettos & Favelas étaient déjà présents sur la compilation Terre promise des MC's sortie par Time Bomb en 2009. L'instrumentale d'On reste humble est la même que celle d'Alias Jon Smoke, morceau présent sur Opéra Puccino d'Oxmo.
Début 2023, Ill relance sa carrière solo et sort Aka Ill, une mixtape de 10 titres contenant notamment des freestyles sortis sur sa chaîne YouTube précédemment. Le 3 avril 2024, il sort ADN Premium, un LP de 12 titres où Cassidy apparait sur 3 morceaux.

## Influences et héritage
Les X sont souvent cités comme précurseurs d'un nouveau mouvement hip-hop en France. Hill G, en particulier, est considéré par beaucoup de spécialistes comme « la référence ultime » du rap français. Julien Morel, rédacteur en chef de Vice France, indique ainsi dans une interview de Cassidy en 2010 : « Hill et Cassidy ont inventé le rap des années 2000, cinq ans avant. Au milieu des années 1990, ces deux mecs de Ménilmontant ont créé de toutes pièces un langage, un style que tous les autres ont (mal) pompé par la suite. Un mélange d’allitérations hyper poussées, de jeux de mots brillants, et dans le même temps une attitude sans concession dont peu de rappeurs hardcore peuvent se targuer. Ils ont été parmi les seuls rappeurs français à se démarquer des autres. » Comme beaucoup de rappeurs français à l'époque, ils sont fortement influencés par la scène rap East Coast aux États-Unis, comme Mobb Deep, Smif-n-Wessun, ou encore Heltah Skeltah.
Des jeunes rappeurs comme Nekfeu leurs rendent hommage avec des chansons comme Time B.O.M.B ou Nique les clones, ou encore Alpha Wann qui à ses débuts remixe le morceau Mo Monnaie d'Ill. Dans le morceau Dessalines flow de Youssoupha, Benjamin Epps dit « et si j'suis pas meilleur que Ill, j'suis l'plus proche », qui est la traduction d'une phrase de Jay-Z à propos de Biggie.

## Discographie

### Albums studio
- 1999 : Jeunes, coupables et libres (réédité en 2009)
- 2015 : Modus Operandi

### Collaborations
- 1996 : J'attaque du mike/L'homme que l'on nomme Diable Rouge (avec Diable Rouge)
- 2000 : Bing Bang (avec les Ghetto Diplomats)

### Albums solos
- 2006 : Ainsi soit Ill (Ill)
- 2008 : Ménilcity (Cassidy)
- 2009 : So Parano (Ill avec Joe Lucazz & Cross)
- 2010 : Ménilcity 2 (Cassidy)
- 2023 : Aka III (Ill)
- 2024 : ADN Premium (Ill)

### Compilations
- 2007 : X-Story
- 2022 : X MEN Origines
- 1996 : Compilation Hip-hop Soul Partie 3

### Apparitions
- 1996 : Les X feat. Hifi - Pendez-les (sur la compilation Hostile Hip Hop)
- 1996 : Les X - J'attaque du mike (sur la compilation Time Bomb)
- 1996 : Time Bomb - Les bidons veulent le guidon (Ill, Oxmo Puccino, Hifi, Ali, Cassidy, Pit Baccardi, Booba)
- 1997 : Les X - Retour aux pyramides (sur la B.O. du film Ma 6-T va crack-er)
- 1997 : Ill - Intérêts et origines (sur la mixtape Opération coup de poing)
- 1997 : Ill - Faut qu'un négro digne mange (sur la mixtape Opération coup de poing)
- 1997 : Time Bomb - Le club des millionnaires (sur la mixtape Opération coup de poing)
- 1997 : Cassidy - Zig Zag (sur la mixtape Opération coup de poing)
- 1997 : Jedi feat. Ill - Malka Skai du Comores (sur la compilation Nouvelle Donne)
- 1997 : Les X - C'est justifiable (sur la compilation Sad Hill)
- 1997 : Fonky Family feat. Les X - Maintenant ou jamais (sur l'album Si Dieu Veut...)
- 1999 : Les X feat. ATK & CMP - Est connexion (sur la compilation Section Est)
- 2000 : Bass Click feat. Les X - Biatch (sur le maxi Bass click)
- 2000 : Le Rat Luciano feat. Les X - Rien n'est garanti (sur Mode de vie... béton style)
- 2000 : Les X feat. Driver - On s'occupe de tout (sur la compilation Menace 2000)

- 2000 : Cassidy feat. Ghetto Diplomats - C'est chaud (sur la compilation Niroshima)
- 2001 : Matt feat. Les X - Aftershow (sur l'album R&B 2 rue)
- 2001 : Les X - Sur les boulevards (sur la B.O du film Old School par B.O.S.S et Funky  Maestro)
- 2001 : Ill - Just hyper (sur la compilation 45 Scientific)
- 2001 : Les X - Professionnels (sur la compilation 45 Scientific)
- 2001 : Ill - Ill street blues (sur la compilation Sad Street)
- 2001 : Les X - Quand c'est chaud (sur la compilation Original Bombattak)
- 2001 : Ill feat. Rocca, Endo & Eloquence - Paris (sur la compilation Mission suicide)
- 2002 : Cassidy feat. Vensty - L'époque (sur la compile Niroshima 2)
- 2002 : Cassidy - Freestyle (sur la compilation Violences urbaines)
- 2004 : Ill - J'ai trop de classe (sur la mixtape Têtes brulées Vol.1)
- 2004 : Ill - Café crème, blanc comme neige, peau d'ébène (sur la compilation Sang d'encre haut débit)
- 2004 : 1korruptibles feat. Ill - Paris (sur l'album éponyme des 1korruptibles)
- 2004 : Fredy K feat. Ill - Rien ne m'arrête (sur l'album L'onction)
- 2004 : Joe & Cross feat. Ill - Clic clac (sur l'album de Joe et Cross, Marche avec nous)
- 2004 : Joe & Cross feat. Cassidy - Braquage 2004 (sur l'album Marche avec nous)
- 2005 : Sadik Asken feat. Les X - En 2/2 (sur l'album ANPE Airlines)
- 2005 : Cassidy - Élément X (sur la compilation De la poudre au rap)
- 2005 : Ill feat. RoST & The Dwellas - Paris NY (sur la compilation Section Est hors série)
- 2006 : Cassidy - X Vision (sur la compilation Interdit en radio Vol.2)
- 2006 : Adès feat. Cassidy - Bang Bang (sur le street album Chasse à l'homme)
- 2006 : Cassidy - T'es piégé (sur la compilation Unity)
- 2006 : Cassidy feat. Jeap 12 - Pourquoi (sur la compilation des 5 ans du magazine Tracklist)
- 2007 : Mekhlouf feat. Ill - Vision panoramique
- 2007 : Ill - Quand je te parle de rue (sur la compilation Get on the Floor)
- 2007 : Cassidy - Conquête (sur la compilation Industreet)
- 2007 : Xtaz feat. Ill - Liberté Surveillée (sur l'album The Storytape)
- 2007 : Ill feat. Ouragan, Afro R et Machiavel - Sound Murderer (sur la compilation Génération Explicite - Devoir de vote)
- 2008 : Ill - League majeur (sur la compilation Département 75)
- 2008 : Cassidy - La pression monte d'un cran (sur la compilation Département 75)
- 2008 : Les X - Retiens mon nom (sur la B.O. du film Mesrine)
- 2008 : Cassidy feat. Grodäsh et S'Pi - Plus de temps à perdre (sur la compilation Affaire de famille)
- 2008 : Cassidy feat. Jeap 12 - Pourquoi (sur la compilation Affaire de famille)
- 2008 : Cassidy feat. Kizito et Manu Key - Sans carenage (sur la mixtape À l'arrache)
- 2008 : Cassidy feat. Nino du K2Banlieue et Kily - La chute des anges (sur la mixtape L'école de la rue)
- 2009 : Ill feat. Zoxea, Mokobé, Manu Key, Kohndo, Daddy Lord C, Madison et Apollo J - Regretter le temps (sur l'album Hommage à Fredy K)
- 2009 : Ill feat. Joe Lucazz, Cross, Work - So Parano (sur l'album So Parano)
- 2009 : Ill feat. Joe Lucazz, Cross, Work - Sors les € (sur l'album So Parano)
- 2009 : Ill - On le fait (sur l'album So Parano)
- 2009 : Ill - Freestyle diplomatique (sur l'album So Parano)
- 2010 : Ill - La ville m'appelle (sur la compilation Pièces à convictions)
- 2010 : Cassidy - En 16/9 (sur l'album de DJ Smoke Biffmaker)
- 2010 : Cassidy - Ma Génération (sur la mixtape de Swift Guad Conçu pour casser du MC)
- 2010 : Cassidy - En Off Shore (sur la mixtape de Prince Negaafellaga L’étoffe des héros)
- 2011 : PMPDJ (Grems, Entek et MiM) feat. Ill - Bolos (sur l'album Pour ma paire de Jordan)
- 2014 : Ill feat. Dino Killabizz et 2spee Gonzales - Tout le monde a validé (extrait de l'album All In)
- 2014 : Ill - Fibonacci Flow Freestyle
- 2019 : Maj Trafyk feat. Ill - Éternel (sur la mixtape 20 ans de Maj Trafyk dans l'underground)
- 2020 : Les X feat. Maj Trafyk - Mensonges et Make up (sur l'album Solide de Kyo Itachi)
- 2021 : Busta Flex feat. Les X - Number One (sur l'album C'est pas Serieux)
- 2021 : Maj Trafyk feat. Les X - Triangle d'or (sur l'album Advienne que pera)
- 2022 : Makala feat. Ill  - Roger That (sur l'album Chaos Kiss)
- 2023 : Jonah X feat. Sonny 140 & Ill - Que Pasa (sur l'EP Minimum)